# Александровская 1-я
Александровская 1-я — деревня в Холмогорском районе Архангельской области.

## География
Находится в центральной части Архангельской области на расстоянии приблизительно 7 км на север-северо-восток по прямой от административного центра района села Холмогоры на северном берегу острова Ухтостров в нижнем течении реки Северная Двина.

## История
Деревня известна с 1678 года, когда здесь было учтено 12 жителей мужского пола. До 2022 года входила в Ухтостровское сельское поселение до его упразднения.

## Население
Численность населения: 30 человек (русские 97 %) в 2002 году, 23 в 2010.